# Lazar Samardžić
Lazar Samardžić (Berlin, 2002. február 24. –) szerb származású német korosztályos és szerb válogatott labdarúgó, az Atalanta játékosa.

## Pályafutása

### Klubcsapatokban
A Blau-Weiß Spandau, a Schwarz-Weiß Neukölln és a Grün-Weiss Neukölln csapataiban nevelkedett, mielőtt 2009-ben csatlakozott volna a Hertha BSC akadémiájához. 2019-ben bronzérmes lett a Fritz Walter-medál U17-es korosztályában. 2019. szeptember 21-én mutatkozott be a Hertha BSC II-ben a Chemie Leipzig elleni negyedosztályú bajnoki mérkőzésen. December 6-án megszerezte első gólját is az 1. FC Lokomotive Leipzig ellen 2–1-re elvesztett mérkőzésen. 2020. május 22-én mutatkozott be az első csapatban az Union Berlin ellen a 81. percben Per Ciljan Skjelbred cseréjeként. 2020. szeptember 8-án bejelentették, hogy 2025. június 30-ig írt alá az RB Leipzig csapatával. Szeptember 12-én a kispadon kapott lehetőséget az 1. FC Nürnberg elleni kupa találkozón. Október 3-án debütált a bajnokságban a Schalke csapata ellen 4–0-ra megnyert találkozón a 83. percben Dani Olmo cseréjeként. 2021. augusztus 5-én 2026. június 30-ig szóló szerződést írt alá az Udinese csapatával. 2024. augusztus 18-án Samardžić kölcsönbe igazolt az Atalanta csapatához, vásárlási opcióval, amennyiben bizonyos feltételek teljesülnek. A klub 2025 nyarán élt a vásárlási opcióval.

### A válogatottban

#### Németország
Tagja volt a 2019-es U17-es labdarúgó-Európa-bajnokságon résztvevő keretnek, három mérkőzésen egy gólt szerzett.

#### Szerbia
2023 februárjában a Szerb labdarúgó-szövetség bejelentette, hogy Samardžić elfogadta Dragan Stojković szövetségi kapitány felkérését, miszerint a továbbiakban Szerbiát képviseli. Ezt követően a következő hónapban megkapta első hivatalos behívóját a szerb felnőtt válogatottba, és bekerült a Litvánia és Montenegró elleni 2024-es UEFA Európa-bajnokság selejtezőmérkőzésekre. 2023. március 25-én Litvánia ellen mutatkozott be. Bekerült a 2024-es labdarúgó-Európa-bajnokságon pályára lépő válogatott keretébe.

## Statisztika

### Klubcsapatokban
2021. április 10-i állapot szerint.
| Klub               | Szezon             | Bajnokság | Bajnokság | Kupa  | Kupa  | Nemzetközi | Nemzetközi | Összesen | Összesen |
| Klub               | Szezon             | Mérk.     | Gólok     | Mérk. | Gólok | Mérk.      | Gólok      | Mérk.    | Gólok    |
| ------------------ | ------------------ | --------- | --------- | ----- | ----- | ---------- | ---------- | -------- | -------- |
| Hertha BSC II      | 2019–20            | 5         | 1         | 0     | 0     | —          | —          | 5        | 1        |
| Hertha BSC II      | Összesen           | 5         | 1         | 0     | 0     | 0          | 0          | 5        | 1        |
| Hertha BSC         | 2019–20            | 3         | 0         | 0     | 0     | —          | —          | 3        | 0        |
| Hertha BSC         | Összesen           | 3         | 0         | 0     | 0     | 0          | 0          | 3        | 0        |
| RB Leipzig         | 2020–21            | 7         | 0         | 2     | 0     | 0          | 0          | 9        | 0        |
| RB Leipzig         | Összesen           | 7         | 0         | 2     | 0     | 0          | 0          | 9        | 0        |
| Udinese            | 2021–22            | 0         | 0         | 0     | 0     | 0          | 0          | 0        | 0        |
| Udinese            | Összesen           | 0         | 0         | 0     | 0     | 0          | 0          | 9        | 0        |
| Karrierje összesen | Karrierje összesen | 15        | 1         | 2     | 0     | 0          | 0          | 17       | 1        |

### A válogatottban
| Válogatott | Év       | Mérk. | Gól |
| ---------- | -------- | ----- | --- |
| Szerbia    | 2023     | 5     | 0   |
| Szerbia    | 2024     | 12    | 0   |
| Szerbia    | 2025     | 1     | 1   |
| Összesen   | Összesen | 18    | 1   |

## Külső hivatkozások
- Lazar Samardžić adatlapja a Kicker oldalán (németül)
- Lazar Samardžić adatlapja a Transfermarkt oldalán (angolul)
- Lazar Samardžić adatlapja a Soccerway oldalon (angolul)